# Cirrholovenia polynema
Cirrholovenia polynema is een hydroïdpoliep uit de familie Lovenellidae. De poliep komt uit het geslacht Cirrholovenia. Cirrholovenia polynema werd in 1959 voor het eerst wetenschappelijk beschreven door Kramp. 